# Arnaud dos Santos
Arnaud dos Santos (* 19. September 1945 in Beautor) ist ein ehemaliger französischer Fußballspieler und -trainer.
Der defensive Mittelfeldspieler trat zwischen 1964 und 1981 in 419 Erstligaspielen, 93 Partien der Zweiten Liga sowie sechs Begegnungen des Messestädtepokals an. Seit 1982 trainiert er verschiedene Mannschaften meist unterklassiger Ligen.